# Sjöslaget vid Angamos
Sjöslaget vid Angamos var ett sjöslag i Stillahavskrigen mellan Chile å ena sidan och Perus och Bolivias förenade styrkor å den andra.

## Bakgrund
Den underlägsna peruanska flottan hade Sjöslaget vid Iquique, hade med flaggskeppet Huascar kommenderat av amiral Miguel Grau Seminario och korvetten Union inriktat sig på att genomföra överfall mot chilenska hamnar. En flotta med pansarskeppen Blanco och Cochrane under amiral Galvarino Riveros hade sänts att angripa de peruanska skeppen, men Unions snabbhet, och Huascars låga och svårupptäckta profil hade gjort att fartygen under en månads tid kunnat undkomma förföljarna. 2 oktober 1879 återkallades Grau till Callao.
Vid midnatt mellan 7 och 8 oktober under återfärden mot Callao ungefär 5 mil söder om Cap Angamos, 12 kilometer ut från land upptäcktes dock ett fartyg norröver. Huascar slog stopp på sina maskiner, och sedan Grau kallats upp på bryggan kunde han med sin kraftigare kikare konstatera att det rörde sig om en flotta med ett pansarskepp i spetsen. Grau, vars maskiner var i dåligt skick efter den långa tiden till sjöss och som hade order om att undvika konflikt med den chilenska flottan, gav order om att fly i sydvästlig riktning. Man hoppades tack vare sitt låga skrov kunna undfly upptäckt, och mycket riktigt visade sig redan efter tio minuters färd i den nya riktningen en kraftig dimma dra in över området, och dölja sikten mellan flottorna. Union befann sig under tiden 15 kilometer längre ut till havs och hade inte sett manövrarna. Grau brydde sig inte heller om att signalera fartyget, då dess kurs skulle föra henne förbi fienden oupptäckt, och även om hon upptäcktes genom sin snabbhet skulle kunna undkomma dem.
Huascar fortsatte i åtta knops fart först mera åt väster, för att sedan vända av mot norr. Efter en timmes färd antog man sig ha sluppit undan förföljarna. Redan tio minuter senare lättade dimman något varvid ett stort pansarskepp upptäcktes omkring 15 norrut med kurs full fart framåt mot Huascar. I det läget konstaterade Grau att vidare flykt var fruktlös och beredde sig för strid. Man upptäckte då också att det var Almirante Cochrane man hade mot sig. Han signalerade till Union att hålla sig undan.

## Slaget
Klocka nio på morgonen, först sedan fartygen kommit mindre än tre kilometer från varandra började beskjutningen. Till en början gjorde dock kanonerna mycket liten skada på de bepansrade fartygen. Almirante Cochrane lyckades dock sedan fartygen var på 1500 meters avstånd från varandra skjuta in en granat Huascars kanontorn. Man rensade dock snabbt tornet på dess döda besättning och kunde fortsätta beskjutningen med den ännu oskadda kanonen. Huascar lyckades nu skjuta in en granat i en av kasematterna på styrbordssidan av Almirante Cochrane varvid en av kanonerna förstördes. Huascar såg nu ut att ha övertaget, då plötsligt Blanco Encalado, ytterligare ett av Chiles pansarskepp visade sig på Huascars styrbordssida. De lättare korvetterna Matias Cousiño och Cavadonga dök samtidigt upp för att förfölja Union. En våldsam strid utbröt nu mellan fartygen., varvid en granat träffade Huascars styrhytt och kapade huvudet på amiral Grau, och dödade samtidigt hans adjutant löjtnant Ferre. En granat exploderade på nytt Huascars ena kanontorn, och kort därpå dödades den nya befälhavaren löjtnant Palacios. Kommandot övertogs av löjtnant Pedro Garezon, som i ett sista försök att åtminstone ta med sig något av de andra fartygen tänkte göra ett försök att ramma dem, men rodret hade nu skadats, och manövern var omöjlig. Kort därefter förstördes även det andra kanontornet av en träff. Eld hade även utbrutit ombord, och man beslutade nu att försöka sänka sitt fartyg, men kort därefter bordades det av chilenska trupper som snabbt släckte elden ombord och tätade läckorna i fartyget.

## Följder
Med detta förlorade Peru sitt sista kvarvarande någorlunda moderna krigsfartyg och dess flotta förlorade möjlighet till fortsatt motstånd mot Chiles.